# Hans Odöö
Hans Odöö, född 9 februari 1952, är en svensk författare, journalist, radiopratare och fotograf.
Odöö skriver främst naturskildringar från olika delar av världen. Han har även ett speciellt intresse för Carl von Linné och är buddhist. Odöö har sedan 1978 spelat rollen som Carl von Linné i en enmansteater 3000 gånger. Hans publik är allt från förskolebarn till konferenser, kungamiddagar och en internationell publik som Odöö når via turnéer och TV-program. På fritiden tränar han aikido där han har 4:dan av svart bälte. Han driver guideförmedlingen Uppsalaguide.com. Han agerar ibland reseledare, främst i Asien.

## Priser och utmärkelser
- Årets Pandabok 1993
- Årets Pandabok 1999
- Uppsala kommuns hedersmedalj 2008